# Pepřonosné pobřeží

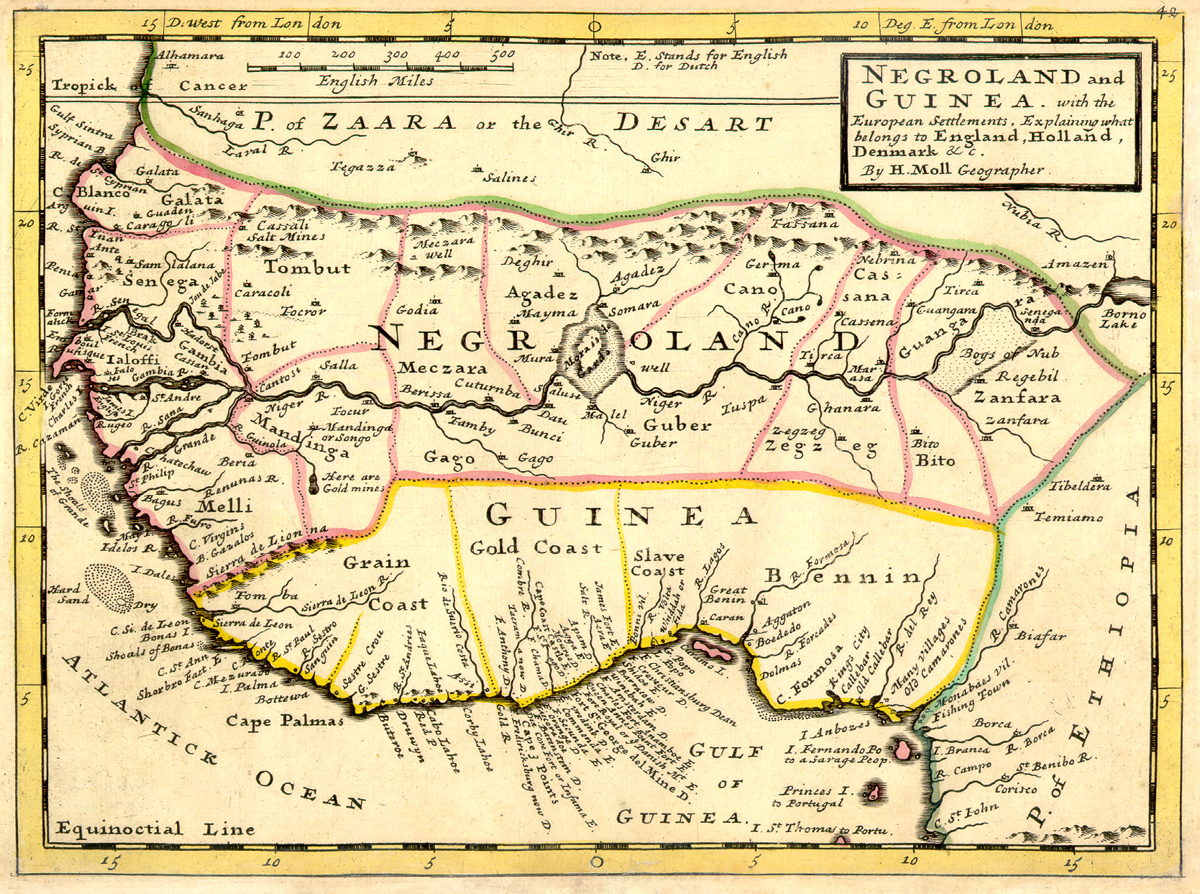
Mapa z roku 1736

Pepřonosné pobřeží nebo Pepřové pobřeží (anglicky Pepper Coast nebo Grain Coast, portugalsky Costa da Malagueta) je region na západním pobřeží Afriky. V užším smyslu platí výraz pro úsek pobřeží Libérie mezi ústím řeky Saint John River a mysem Cape Palmas, v širším smyslu se používá i pro přilehlé oblasti ve vnitrozemí, které patří státům Sierra Leone a Pobřeží slonoviny.
Pobřeží kolonizovali v 15. století Portugalci a dali mu název podle typické místní plodiny aframonu, který v té době sloužil jako náhražka pepře. Bylo nejzápadnějším ze čtyř úseků na pobřeží Guinejského zálivu, které evropští obchodníci pojmenovali podle převládající komodity: Pepřonosné pobřeží, Pobřeží slonoviny, Zlaté pobřeží a Pobřeží otroků.
Pobřeží je rovné a nízké, s četnými lagunami a mangrovy.